# Wimpelstaarttiran
De wimpelstaarttiran (Alectrurus risora) is een zangvogel uit de familie Tyrannidae (tirannen).

## Verspreiding en leefgebied
Deze soort komt voor in zuidelijk Paraguay, noordoostelijk Argentinië en Uruguay.

## Status
De grootte van de populatie wordt geschat op 6000-15.000 volwassen vogels. Aangenomen wordt dat het verspreidingsgebied sterk geslonken is door ontbossing en gevreesd wordt dat de aantallen verder zullen dalen door habitatverlies. Op de Rode lijst van de IUCN heeft deze soort daarom de status kwetsbaar.